# Röntgencső
A röntgensugárzó egy olyan készülék, melynek célja röntgensugárzás előállítása. A sugárzó egy röntgencsőből és az azt védő üveg- vagy fémházból áll.
A továbbiakban itt csak az orvosi röntgenkészülék leírása következik.

## Orvosi-diagnosztikai röntgencső
A csőnek mint sugárforrásnak van a legnagyobb hatása a röntgenkészülék által előállított képre, amit a következő három fontos paraméter befolyásol:
- sugárzás erőssége - azaz az áthatolóképesség, - a csőre kapcsolt feszültséggel áll arányban,
- a sugárzott dózis, ami a csőben folyó árammal arányos,
- a fókusz mérete és az energiaeloszlás a fókuszban, ami a kontrasztot és a képfelbontást határozza meg.

## Felépítése

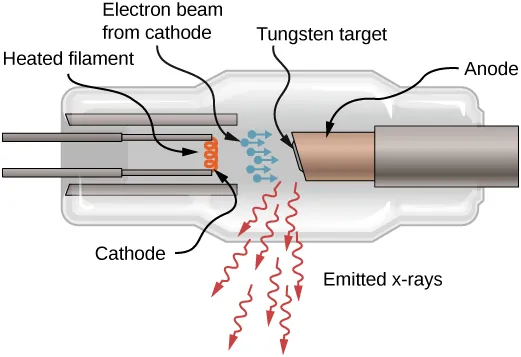
röntgencső felépítésének vázlata

A röntgencső a legegyszerűbb kivitelnél egy katódból és egy anódból áll, ezek egy üvegburában vannak légmentesen lezárva. A búrában vákuum van. Nagyteljesítményű röntgencsövek esetében, amelyeket a komputertomográfiában vagy angiográfiában (érdiagnosztika) használnak, a búra fémből készül, ami azzal az előnnyel jár, hogy sokkal nagyobb hőteljesítmény vezethető el.

## Működése
A katódból termikus emisszióval kilépő, gyorsítófeszültségre kapcsolt - a fénysebesség 30-65%-ára felgyorsított - elektronok fókuszálás után becsapódnak az anódba, ahol lelassulnak. A lassulás során az elektronok energiájának kevesebb mint 1%-a röntgensugárzássá, 99%-a hővé alakul.
Az elektronok sebessége és a gyorsítófeszültség között az alábbi összefüggés van:
{\displaystyle eU=m0*c^{2}*(1/(sqrt(1-(v/c)^{2}))-1)}
e: az elektrontöltés

U: a gyorsítófeszültség

m0: az elektrontömeg

c: a fénysebesség vákuumban

v: az elektron sebessége
A katód - az emitter
A ma alkalmazott orvosi röntgencsövek több elektron-emittert tartalmaznak (nagy, kis és mikrofókusz), a
katódok azaz emitterek lehetnek 0,2 mm - 0,3 mm vastag volfrámhuzalból spirálisan tekercselve, vagy készülhetnek volfrámszalagból is.
Mindkét fajta emittert elektromos árammal fűtik, hogy elektronok léphessenek ki belőlük.
A katódokat a szabad elektronok előállításának módja alapján is osztályozhatjuk:
Magashőmérsékletű elektronfelszabadítás
A katód egy volfrámból készült fűtőszál. A katódot elektromos árammal kb. 2000 °C-ig felfűtik, így a termikus emisszió következtében elektronok lépnek ki a fémből. Az elektronok egy negatív töltésű felhőt alkotnak, ami megakadályozza a további elektronok kilépését. Csak az anód és a katód közé kapcsolt nagyfeszültség bekapcsolását követően indul meg az elektronáramlás az anód irányába.
- Ha a cső csupán egy anódból és egy katódból áll, akkor diódiáról beszélünk.

A kilépett elektronok számát az emitter fizikai kialakításán és anyagán kívül a gyorsító feszültség által létrehozott elektromos tér és a fűtőáram határozza meg. A pontos értéket az un. Richardson egyenlet adja meg.
{\displaystyle j=AT^{2}e^{-{\frac {W_{\rm {e}}}{k_{\rm {B}}T}}}}
Ahol {\displaystyle j} az áramsűrűség(A/m2), {\displaystyle T} a hőmérséklet(K), {\displaystyle W_{\rm {e}}} az elektronok kilépési energiája, {\displaystyle k_{\rm {B}}} aBoltzmann-állandó és {\displaystyle A} a Richardson-állandó.
Ha az anód áramát az elektron áramtól függetlenül kell szabályozni akkor egy harmadik elektródára van szükség. Ebben az esetben Triódáról beszélünk. Az orvosi röntgencsövek főleg az egyszerűbb dióda felépítésűek.
Egy orvosi röntgenfelvétel készítéséhez 100mA - 2000mA áramra van szükség, amihez 2700K emitter hőmérséklet tartozik. Ezen a hőmérsékleten még a nehezen olvadó volfrámnál is jelentős párolgás tapasztalható (szemben az izzólámpával ahol védőgázban van az izzószál). A párolgás károsan hat az emitter élettartamára, és a cső belső szigetelését is rontja, ezért csak a felvétel alatt fűtik fel az izzószálat az üzemi hőmérsékletre, különben kb. 1500K-en tartják, hogy az egy felvétel elkészítéséhez szükséges idő rövid maradjon.